# Plotice
Plotice (Stromateidae), porodica od 15 vrsta morskih riba iz razreda zrakoperki (Actinopterygii). Tipična vrsta za cijelu porodicu je Stromateus fiatola koju je opisao još 1758. otac suvremene taksonomije Linnaeus, a posljednja otkrivena vrsta je Pampus minor, u obalnim vodama kineske provincije Fujian. 
U Jadranu žive dvije vrste, to je srebrna plotica (Pampus argenteus) čiji je sinonim Stromateus argenteus, i već spomenuta tipična vrsta Stromateus fiatola ili plotica. 
Plotice su zdepaste, ovalno spljoštene, najveća zabilježena dužina među njma je 60 centimetara (srebrna plotica i Pampus echinogaster).

## Rodovi i vrste
- Pampus argenteus (Euphrasen, 1788)
- Pampus chinensis (Euphrasen, 1788)
- Pampus echinogaster (Basilewsky, 1855)
- Pampus minor Liu & Li, 1998
- Pampus punctatissimus (Temminck & Schlegel, 1845)
- Peprilus burti Fowler, 1944
- Peprilus medius (Peters, 1869)
- Peprilus ovatus Horn, 1970
- Peprilus paru (Linnaeus, 1758)
- Peprilus simillimus (Ayres, 1860)
- Peprilus snyderi Gilbert & Starks, 1904
- Peprilus triacanthus (Peck, 1804)
- Stromateus brasiliensis Fowler, 1906
- Stromateus fiatola Linnaeus, 1758
- Stromateus stellatus Cuvier, 1829

Izvori za vrste
- Pampus argenteus
- Peprilus paru
- Peprilus triacanthus
- Stromateus fiatola